# Длиннохвостая ночница
Длиннохвостая ночница (лат. Myotis frater)  — небольшая летучая мышь рода ночниц. Масса их тела обычно составляет 5-8 г, длина тела 42-51 мм, длина хвоста 41-50 мм, длина предплечья 37-39,5 мм, размах крыльев около 22-25 см.

## Описание
Ухо недлинное, широкое. Ступня с когтями короче половины голени. Крылья неширокие, крыловая перепонка крепится к основанию внешнего пальца ступни или чуть выше. Эпиблема хорошо развита, с хрящевой перегородкой. Голень очень длинная, длиннее половины предплечья. Мех густой, ровный, волосы с темными основаниями. Окрас спины темного коричнево-бурого, брюха — серовато- бурого цвета. Череп с укороченным лицевым отделом; второй малый предкоренной зуб полностью вытеснен из зубного ряда.

## Распространение
От Южной Сибири, Маньчжурии и Японии до Ю.-В. Китая; ареал сильно фрагментирован.

## Образ жизни
Зимует в пещерах и скальных трещинах. Охотится, вероятно, в воздухе за различными некрупными насекомыми. Биология почти не изучена.